# Paul Winfield
Pour les articles homonymes, voir Winfield.
Paul Winfield est un acteur américain né le 22 mai 1939 à Los Angeles, en Californie (États-Unis), et mort d'une crise cardiaque le 7 mars 2004 à Los Angeles (Californie).

## Biographie

### Carrière
Il est resté dans les mémoires pour son rôle du lieutenant Traxler dans le film culte Terminator, et du Capitaine Clark Terrell dans film Star Trek II : La colère de Khan, et pour avoir incarné à la télévision le pasteur Martin Luther King dans un biopic télévisé.

## Filmographie
Sauf indication contraire, les informations mentionnées dans cette section peuvent être confirmées par la base de données cinématographiques IMDb,  présente dans la section « Liens externes ».

### Cinéma
- 1967 : The Perils of Pauline (en) de Herbert B. Leonard et Joshua Shelley : serviteur africain (non crédité)
- 1967 : Who's Minding the Mint? (en) de Howard Morris : un éboueur (non crédité)
- 1969 : L'Homme perdu (The Lost Man) de Robert Alan Aurthur : Orville Turner
- 1970 : R.P.M de Stanley Kramer : Steve Dempsey
- 1971 : Brother John de James Goldstone : Henry Birkart
- 1972 : Sounder de Martin Ritt : Nathan Lee Morgan
- 1972 : Fureur noire (Trouble Man) de Ivan Dixon : Chalky Price
- 1973 : Gordon's War (en) d'Ossie Davis : Gordon Hudson
- 1974 : Conrack de Martin Ritt : Mad Billy
- 1974 : Huckleberry Finn de J. Lee Thompson : Jim
- 1975 : La Cité des dangers (Hustle) de Robert Aldrich : Sergent Louis Belgrave
- 1976 : Haute tension (en) (High Velocity) de Remi Kramer : Watson
- 1977 : L'Ultimatum des trois mercenaires (Twilight's Last Gleaming) de  	Robert Aldrich : Willis Powell
- 1977 : Le Plus Grand (The Greatest) de Tom Gries et Monte Hellman : Lawyer
- 1977 : Les Survivants de la fin du monde (Damnation Alley) de Jack Smight : Keegan
- 1977 : A Hero Ain't Nothin' But a Sandwich (en) de Ralph Nelson : Butler
- 1981 : Carbon Copy de Michael Schultz : Bob Garvey
- 1982 : Star Trek 2 : La Colère de Khan (Star Trek: The Wrath of Khan) de Nicholas Meyer : Capitaine Clark Terrell
- 1982 : Dressé pour tuer (White Dog) de Samuel Fuller : Keys
- 1983 : Le dernier témoin (en) (On the Run) de Mende Brown : Harry
- 1984 : Mort d'un 'dealer'... (en) (Mike's Murder) de James Bridges : Phillip
- 1984 : Terminator (The Terminator) de James Cameron : Lieutenant Ed Traxler
- 1985 : Go Tell It on the Mountain (en) de Stan Lathan : Gabriel Grimes
- 1986 : Blue City de Michelle Manning : Luther Reynolds
- 1987 : Riposte immédiate (Death Before Dishonor) de Terry Leonard : Ambassadeur
- 1987 : Big Shots de Robert Mandel : Johnnie Red
- 1988 : L'Emprise des ténèbres (The Serpent and the Rainbow) de Wes Craven : Lucien Celine
- 1990 : Présumé innocent (Presumed Innocent) de Alan J. Pakula : Juge Larren Lyttle
- 1993 : Cliffhanger : Traque au sommet de Renny Harlin : Walter Wright
- 1993 : Denis la Malice (Dennis the Menace) de Nick Castle : Le Chef de Police
- 1994 : The Killing Jar de David Blum : Judge
- 1995 : In the Kingdom of the Blind, the Man with One Eye Is King (en) de Nick Vallelonga : Papa Joe
- 1995 : Le plan diabolique (Im Sog des Bösen) de Nikolai Müllerschön : William Stone
- 1996 : Original Gangstas (en) de Larry Cohen : Révérend Dorsey
- 1996 : The Legend of Gator Face (en) de Vic Sarin : Bob
- 1996 : Mars Attacks! de Tim Burton : Général Casey
- 1996 : Dead of Night de Kristoffer Tabori : Vernon
- 1997 : Haute tension (en) (Strategic Command) de Rick Jacobson : Rowan
- 1998 : Relax... It's Just Sex de P.J. Castellaneta : tata Mahalia
- 1998 : Assignment Berlin de Tony Randel : Al Spector
- 1999 : Catfish in Black Bean Sauce (en) de Chi Muoi Lo : Harold Williams
- 1999 : Frank in Five (court métrage) de Graham Streeter : serveur
- 2000 : Knockout (en) de Lorenzo Doumani : Ron Regent
- 2001 : Vegas, City of Dreams de Lorenzo Doumani : Edgar Jones
- 2002 : Complicité fatale (Second to Die) de Brad Marlowe : Détective Grady
- 2003 : Kids' Ten Commandments: A Life and Seth Situation de Ken C. Johnson et Richard Rich : Shadi (voix)
- 2003 : Kids' Ten Commandments: The Rest Is Yet to Come (court métrage) de Ken C. Johnson et Richard Rich : Shadi (voix)
- 2003 : Kids' Ten Commandments: Stolen Jewels, Stolen Hearts (court métrage) de Ken C. Johnson et Richard Rich : Shadi (voix)
- 2003 : Kids' Ten Commandments: The Not So Golden Calf (court métrage) de Ken C. Johnson et Richard Rich : Shadi (voix)
- 2003 : Kids' Ten Commandments: Toying with the Truth (court métrage) de Ken C. Johnson et Richard Rich : Shadi (voix)

### Télévision

#### Séries télévisées
- 1965 : Perry Mason : Mitch (saison 9, épisode 10)
- 1966 : Daktari : Roy Kimba (saison 1, épisode 7)
- 1966 : Des agents très spéciaux (The Man from UNCLE) : 1st M.P. (saison 2, épisode 29)
- 1966 : Sur la piste du crime (The F.B.I.) : le gardien de prison Lincoln (saison 2, épisode 10)
- 1968 : Les Aventuriers du Far West (Death Valley Days) : Bart (saison 16, épisode 17)
- 1968 : Mission Impossible : Klaus (saison 2, épisode 24)
- 1968-1972 : L'Homme de fer (Ironside) : robert Phillips / Luhter Benson (saison 2, épisode 5 et saison 5, épisode 17[1])
- 1969 : Le Grand Chaparral (The High Chaparral) (saison 2, épisode 14)
- 1969 : Les Règles du jeu (The Name of the Game) : Barada (saison 1, épisode 20)
- 1969 : Mannix : Walter Lucas (saison 2, épisode 21)
- 1969 : Room 222 : Jim Williams (saison 1, épisode 16)
- 1969-1970 : Julia (en) : Paul Cameron (4 épisodes)
- 1970 : The Young Lawyers (en) : Willis Crawford (saison 1, épisode 2)
- 1970 : The Young Rebels (en) : Pompey (saison 1, épisode 14)
- 1972 : Nichols (en) : Eddie Joe (saison 1, épisode 14)
- 1972 : The Fisher Family : Dan Evans
- 1975 : Livin' : Host
- 1976 : The American Parade : Révérend J.A Delaine (saison 1, épisode 10)
- 1978 : King (en) : Martin Luther King Jr. (mini-série)
- 1979 : Backstairs at the White House : Emmett Rogers Sr (mini-série)
- 1979 : Racines 2 (Roots: The Next Generations) : Docteur Horace Huguley (mini-série)
- 1981 : The Sophisticated Gents (en) : Richard 'Bubbles' Wiggins (mini-série)
- 1982 : Les Bleus et les Gris (The Blue and the Gray) : Jonathan Henry (mini-série)
- 1983-1985 : American Playhouse (en) : Sampson / Gabriel (saison 2, épisode 8 et saison 4, épisode 5)
- 1984 : L'Homme qui tombe à pic (The Fall Guy) : Bert Perkins (saison 3, épisode 22)
- 1985 : Arabesque (Murder, She Wrote) : Lieutenant détective Starkey (saison 1, épisode 16[2])
- 1985 : CBS Schoolbreak Special : Monsieur Bateman (saison 3, épisode 1)
- 1986 : Blacke's Magic (en) : Calder (saison 1, épisode 2)
- 1987-1988 : Prince Charmant (en) : le miroir (21 épisodes)
- 1988-1990 : 227 (en) : Julian C. Barlow / Deacon Malcolm Fisk (24 épisodes)
- 1989 : The Women of Brewster Place (en) : Sam Michael (mini-série)
- 1989 : Un flic dans la mafia (Wiseguy) : Isaac Twine (6 épisodes)
- 1990 : It's Garry Shandling's Show : Hoke (saison 4, épisode 19)
- 1990 : La Loi de Los Angeles (L.A. Law) : Derron Holloway (4 épisodes)
- 1991 : La Vie de famille (Family Matters) : Jimmy Baines (saison 2, épisode 22)
- 1991 : Star Trek : La Nouvelle Génération (Star Trek: The Next Generation) : Capitaine Dathon (saison 5, épisode 2)
- 1993 : Batman (Batman: The Animated Series) : Earl Cooper (voix, saison 1, épisode 55[3])
- 1993 : Queen (en) : Cap'n Jack (mini-série)
- 1994 : Un drôle de shérif (Picket Fences) : Juge Harold Nance (saison 3, épisode 3 et 4)
- 1994 : Scarlett : Big Sam (mini-série)
- 1995 : Babylon 5 : Général Richard Franklin (saison 2, épisode 10)
- 1995 : ABC Weekend Specials : vieil homme (saison 17, épisode 2[4])
- 1995 : Et ils eurent beaucoup d'enfants (Happily Ever After: Fairy Tales for Every Child) : le père (voix, saison 1, épisode 11)
- 1995-1996 : Gargoyles, les anges de la nuit : Jeffrey Robbins (voix, 3 épisodes)
- 1995-2003 : Les Anges du bonheur (Touched by an Angel) : Sam (12 épisodes)
- 1996 : La Famille du bonheur (Second Noah) : Ramses (saison 1, épisode 7)
- 1996-1997 : Le Bus magique (The Magic School Bus) : Monsieur Ruhle (voix, 4 épisodes)
- 1996-1998 : Les Simpson (The Simpsons) : Lucious sweet (saison 8, épisode 3 et saison 9, épisode 20)
- 1997 : Teen Angel : ?
- 1997 : Built to Last : Russell Watkins (8 épisodes)
- 1997 : Spider-Man, l'homme-araignée (Spider-Man: The Animated Series) : Black Marvel / Omar Mosley (voix, saison 5, épisode 4 à 6)
- 1998 : Walker, Texas Ranger : Pasteur Roscoe Jones (saison 6, épisode 22)
- 1999-2000 : Batman, la relève (Batman Beyond) : Sam Young (voix, 3 épisodes)
- 2002 : Preuve à l'appui (Crossing Jordan) : Docteur Phillip Sanders (saison 1, épisode 14)
- 2003 : Le Monde merveilleux de Disney (The Wonderful World of Disney) : L'enseignant (saison 44, épisode 21)

#### Téléfilms
- 1973 : The Horror at 37,000 Feet de David Lowell Rich : Dr Enkalla
- 1974 : It's Good to Be Alive (en) de Michael Landon : Roy Campanella
- 1977 : Green Eyes (en) de John Erman : Lloyd Dubeck
- 1980 : Angel City de Philip Leacock et Steve Carver : Cy
- 1982 : Dreams Don't Die de Roger Young : Charlie Banks
- 1982 : Sister, Sister (en) de John Berry : Eddie Craven
- 1986 : État de crise (Under Siege) de Roger Young : Andrew Simon
- 1987 : Coupable d'innocence (Guilty of Innocence: The Lenell Geter Story) : George Hairston
- 1987 : The Mighty Pawns de Eric Laneuville : Monsieur Wright
- 1990 : Back to Hannibal: The Return of Tom Sawyer and Huckleberry Finn (en) de Paul Krasny : Jim Watson
- 1990 : 83 Hours 'Til Dawn de Donald Wrye : Docteur Dantley
- 1991 : The Wish That Changed Christmas de Catherine Margerin : Monsieur Smith (voix)
- 1993 : Implacable (en) (Irresistible Force) de Kevin Hooks : Commandant Toole
- 1994 : Leçons de conduite (Breathing Lessons) de John Erman : Daniel Otis
- 1995 : Mike Tyson, l'histoire de sa vie de Uli Edel : Don King
- 1995 : La Planète des deux déesses (en) (White Dwarf) de Peter Markle : Docteur Akada
- 1996 : Stolen Memories: Secrets from the Rose Garden (en) de Bob Clark : Horace
- 1996 : Secret Défense (The Assassination File) de John Harrison : Sénateur Alan Laskey
- 1999 : Strange Justice (en) de Ernest R. Dickerson : Thurgood Marshall

## Récompenses et nominations
- Oscars 1973 : nomination à l'Oscar du meilleur acteur pour Sounder[5].